# El Presidente (cocktail)
Pour les articles homonymes, voir El Presidente.
 (juillet 2021).
El Presidente est un cocktail classique à base de rhum. Le cocktail remonte au début du XXe siècle et a connu sa plus grande popularité à l'époque de la prohibition aux États-Unis et dans les années qui ont suivi. Le cocktail est composé de rhum, de vermouth sec, de curaçao et de grenadine. Selon la recette, on peut utiliser du curaçao ou de la grenadine ou les deux.

## Histoire
La boisson est originaire de Cuba et son nom viendrait du président de l'époque, Mario García Menocal. David Wondrich, dans son ouvrage Imbibe, considère le barman Constantino Ribalaigua comme l'inventeur. Les voyageurs américains, en particulier, buvaient le cocktail à Cuba et le ramenaient ensuite avec eux aux États-Unis. 
La première mention de cette boisson remonte à 1919, lorsqu'une recette est apparue dans un journal cubain. Bien que l'origine exacte de la boisson ne soit pas claire, elle est devenue populaire grâce au barman germano-américain Eddie Woelke, qui a échappé à la prohibition en travaillant au bar du Jockey Club de La Havane. Woelke a préparé le cocktail et l'a dédié au président de l'époque, Gerardo Machado. Cette boisson était l'une des préférées de Machado et s'est répandue dans la classe supérieure cubaine. Le curaçao n'était pas un ingrédient obligatoire à l'époque.
Le cocktail est apparu avec des descriptions très élogieuses dans les livres de cocktails de l'ère post-prohibition, mais a perdu beaucoup d'intérêt au cours des décennies suivantes[3] Il a souffert à la fin du 20e siècle du fait que tous ses ingrédients ont changé de saveur de manière significative. Le rhum Bacardí, utilisé pour le El Presidente original,, est devenu un produit de masse au goût résolument différent de celui de Cuba après le déménagement de l'entreprise. Le goût du curaçao produit en masse, souvent stocké dans les bars aujourd'hui, diffère considérablement de celui de la recette originale. Au fil des décennies, la grenadine a été remplacée dans la plupart des bars par des produits du même nom beaucoup plus simples, moins chers et aromatisés artificiellement, qui ne contiennent souvent plus du tout de jus de grenade.